# Robert Bidard de La Noë
Pour les articles homonymes, voir Bidard et La Noë.
Robert Bidard de la Noë, né le 23 décembre 1887 à Rennes (Ille-et-Vilaine) et mort le 29 novembre 1967 à Elven (Morbihan), est un homme politique français, maire d'Elven et député du Morbihan (1951-1955).

## Biographie

### Famille
Fils de Ferdinand Bidard de La Noë, chef du contentieux du Crédit foncier de France, et d'Adrienne Beaume, il est issu d'une famille bourgeoise. Il descend de François Bidard né en 1687 à Falaise, mort en 1779 à Rennes où il s'était établi comme procureur, et de son petit-fils Joseph Bidard de La Noë (1753-1805), receveur de l'enregistrement, député du Tiers aux états généraux, héritier en 1789 de la fortune qu'avait accumulé son oncle Pierre-Marie Bidard comme receveur des Domaines du roi.

### Carrière
Exploitant agricole, propriétaire du domaine de Kerlo, il préside la Fédération départementale des syndicats d'exploitants agricoles, puis se fait élire à la mairie d'Elven (1952). Il demeurera maire jusqu'à sa mort.

#### Élections législatives de 1951
En 1951, il se présente aux élections législatives à la tête d'une liste comprenant des indépendants, comme lui, et des candidats du MRP. La liste remporte 42 % des suffrages, ce qui permet à Robert de la Noë d'être élu, aux côtés de trois de ses colistiers (Paul Ihuel, Raymond Marcellin et Paul Hutin-Desgrées).
Robert de la Noë siège avec le Centre national des indépendants et paysans et participe à la Commission de l'Agriculture, la Commission des boissons et la Commission du suffrage universel, des lois constitutionnelles, du règlement et des pétitions.
Il ne se représente pas aux élections de 1956.

## Sources
- Dictionnaire des parlementaires français de 1789 à 1889 (Adolphe Robert et Gaston Cougny)
- Sa fiche sur le site de l'Assemblée nationale